# Direcció General d'Atenció a la Infància i l'Adolescència
La Direcció General d'Atenció a la Infància i l'Adolescència (DGAIA) és l'organisme que promou el benestar de la infància i l'adolescència en alt risc de marginació social amb l'objectiu de contribuir al seu desenvolupament personal. També exerceix la protecció i tutela dels infants i adolescents desemparats.
En abril de 2024 la Sindicatura de Comptes de Catalunya, en un informe sobre el període 2016-2020 va alertar de disfuncions en contractes pel servei dels centres de menors de la DGAIA, fent servir el procediment d'emergència sense complir els requisits. El 24 de març de 2025 la consellera de Drets Socials, Mònica Martínez Bravo va destituir la directora general de la DGAIA, Isabel Carrasco, i el seu subdirector, Joan Mayoral, després que un informe de la Sindicatura de Comptes informés de nombroses irregularitats en les contractacions, i el maig, l'Oficina Antifrau de Catalunya va anunciar que gavia obert una investigació per possibles fraus en ajuts econòmics concedits per la Fundació Resilis i l'UTE Fundació Mercè Fontanilles-Fundació Resilis a joves extutelats. Finalment, davant dels escàndols, es va suprimir l'organisme el 26 de maig, sent substitït per la nova Direcció General de Prevenció i Protecció de la Infància i l'Adolescència (DGPPIA).

## Funcions
La DGAIA ha de complir amb les següents funcions:
- Planificar, dirigir i executar les competències en matèria de menors en situació de risc social.
- Protegir i tutelar els menors desemparats, assumir la seva guarda en els supòsits establerts per les lleis, i executar les mesures d'atenció proposades per a cada un d'ells.
- Promoure programes d'orientació i integració social dels menors tutelats i extutelats per majoria d'edat i d'inserció sociolaboral a partir dels setze anys, així com actuacions encaminades a millorar la capacitació dels joves, en relació amb l'adquisició i desenvolupament de competències socials i laborals.
- Implementar les recomanacions de l'Observatori dels Drets de la Infància i donar-ne la informació i la difusió adients.
- Promoure sistemes de gestió i comunicació adients per tal de garantir que l'actuació de la Direcció General resulti el més eficient possible per a la ciutadania.

## Serveis
Les prestacions i els recursos s'ordenen en sis serveis territorials d'atenció a la infància i l'adolescència, que coincideixen amb els Serveis territorials del Departament. Aquests són Barcelona ciutat, Barcelona comarques, Girona, Lleida, Tarragona i Terres de l'Ebre.
Els serveis que ofereixen són els establerts en la Cartera de Serveis Socials 2010-2011. Es divideixen en:
- Serveis Socials Bàsics, estan orientats a l'àmbit de la prevenció, són garantits per a totes les persones. Per exemple és el servei de Centre Obert.
- Serveis Socials Especialitzats, orientats a la protecció dels menors. Com per exemple:
  - Servei del Telèfon de la Infància (Infància Respon)
  - Servei de Tutela per a infants i adolescents en situació de desemparament.
  - Servei de Centre Residencial d'Acció Educativa (CRAE)
  - Servei de pis assistit per a joves de 16 a 18 anys.
  - Servei d'acompanyament especialitzat a joves tutelats i extutelats (SAEJ)
- Serveis no inclosos a la Cartera de Serveis Socials com per exemple:
  - Programa de suport psicològic (programa de ASJTET)
  - Servei d'Integració Familiar en família Extensa (SIFE)
  - Servei de Cases d'Infants.

## Forma d'actuar
Els sistemes de serveis socials estan organitzats en xarxa sobre el territori.
L'EAIA està com a servei especialitzat d'atenció a la infància i, la DGAIA és qui delega la gestió d'aquests serveis.

## Llista de directors generals
| #                                                         | Nom                                      | Nom                                      | Inici mandat                             | Fi mandat                                | Nomenat per                                        | Nomenat per                                        |
| Direcció general d'Atenció a la Infància                  | Direcció general d'Atenció a la Infància | Direcció general d'Atenció a la Infància | Direcció general d'Atenció a la Infància | Direcció general d'Atenció a la Infància | Direcció general d'Atenció a la Infància           | Direcció general d'Atenció a la Infància           |
| --------------------------------------------------------- | ---------------------------------------- | ---------------------------------------- | ---------------------------------------- | ---------------------------------------- | -------------------------------------------------- | -------------------------------------------------- |
| 1                                                         |                                          | Joan Cortadellas i Àngel                 | 1 de desembre de 1988                    |                                          |                                                    | Jordi Pujol i Soley Antoni Comas i Baldellou       |
| 2                                                         |                                          | Xavier Manuel i Triquell                 | 11 de desembre de 1989                   |                                          | Jordi Pujol i Soley Antoni Comas i Baldellou       |                                                    |
| 3                                                         |                                          | Carme Dropez i Ballarín                  | 25 de març de 1991                       |                                          | Jordi Pujol i Soley Antoni Comas i Baldellou       |                                                    |
| 4                                                         |                                          | Concepció Tarruella i Tomàs              | 3 de maig de 1994                        |                                          | Jordi Pujol i Soley Antoni Comas i Baldellou       |                                                    |
| 5                                                         |                                          | Ramon Buscallà i Corominas               | 29 d'abril de 1997                       |                                          | Jordi Pujol i Soley Núria de Gispert i Català      |                                                    |
| 6                                                         |                                          | Anna Solé i Ramos                        | 6 de gener de 2000                       |                                          | Jordi Pujol i Soley Núria de Gispert i Català      |                                                    |
| Direcció general d'Atenció a la Infància i l'Adolescència |                                          |                                          |                                          |                                          |                                                    |                                                    |
| 7                                                         |                                          | Imma Pérez i Rovira                      | 7 de gener de 2004                       | 6 de juny de 2006                        |                                                    | Pasqual Maragall i Mira Anna Simó i Castelló       |
| 8                                                         |                                          | Carolina Homar i Cruz                    | 6 de juny de 2006                        | 12 de desembre de 2006                   | Pasqual Maragall i Mira Carme Figueras i Siñol     |                                                    |
| 9                                                         |                                          | Francesc Xavier Soley i Manuel           | 12 de desembre de 2006                   | 11 de gener de 2011                      | José Montilla i Aguilera Carme Capdevila i Palau   |                                                    |
| 10                                                        |                                          | Anna Solés i Franch                      | 11 de gener de 2011                      | 26 de juliol de 2011                     |                                                    | Artur Mas i Gavarró Josep Lluís Cleries i Gonzàlez |
| 11                                                        |                                          | Josep Lluís Ortuño i Camara              | 26 de juliol de 2011                     | 5 de febrer de 2013                      | Artur Mas i Gavarró Josep Lluís Cleries i Gonzàlez |                                                    |
| 12                                                        |                                          | M. Mercè Santmartí i Miró                | 5 de febrer de 2013                      | 26 de gener de 2016                      | Artur Mas i Gavarró Neus Munté i Fernàndez         |                                                    |
| 13                                                        |                                          | Ricard Calvo i Pla                       | 26 de gener de 2016                      | 29 d'agost de 2017                       |                                                    | Carles Puigdemont i Casamajó Dolors Bassa i Coll   |
| 14                                                        |                                          | Georgina Oliva i Peña                    | 29 d'agost de 2017                       | 30 d'octubre de 2018                     | Carles Puigdemont i Casamajó Dolors Bassa i Coll   |                                                    |
| 15                                                        |                                          | Ester Sara Cabanes i Vall                | 30 d'octubre de 2018                     | 12 de setembre de 2024                   |                                                    | Joaquim Torra i Pla Chakir El Homrani Lesfar       |
| 16                                                        |                                          | Maria Isabel Carrasco i Panadès          | 12 de setembre de 2024                   | 24 de març de 2025                       |                                                    | Salvador Illa i Roca Mònica Martínez Bravo         |